# 19. stoljeće pr. Kr.
◄ | 3. tisućljeće pr. Kr. | 2. tisućljeće pr. Kr. | 1. tisućljeće pr. Kr. | ►
◄ | 21. stoljeće pr. Kr. | 20. stoljeće pr. Kr. | 19. stoljeće pr. Kr. |18. stoljeće pr. Kr. | 17. stoljeće pr. Kr. | ►
1890-ih pr. Kr. | 1880-ih pr. Kr. | 1870-ih pr. Kr. | 1860-ih pr. Kr. | 1850-ih pr. Kr. | 1840-ih pr. Kr. | 1830-ih pr. Kr. | 1820-ih pr. Kr. | 1810-ih pr. Kr. | 1800-ih pr. Kr.
19. stoljeće pr. Kr. je je razdoblje koje je trajalo od 1900. pr. Kr. do 1801. pr. Kr..

## Razdoblja i događaji
- u Gornjem Egiptu koristi se wadi-el-holsko pismo, koje se smatra najstarijim poznatim pismom koje se koristi slovima. Vjerojatno su ga koristili semitski radnici ili vojnici.
- završava mlađe kameno doba u Srednjoj Europi
- u prednjoj Aziji/na Bliskom Istoku srednje brončano doba
- Babilonija ima oblik države
- u Grčku dolaze Indoeuropljani
- u Anatoliji nastaje Hetitsko kraljevstvo
- opadanje kulture pokala
- oko 1900. pr. Kr. - pad zadnje sumerske dinastije
- oko 1900. pr. Kr. - počinje zadnje razdoblje Civilizacije doline Inda
- oko 1900. pr. Kr. - napuštena je luka u Lothalu

## Osobe
- prema biblijskoj predaji, tada žive Abraham i Izak

## Vanjske poveznice
|  | Zajednički poslužitelj ima još gradiva o temi 19. stoljeće pr. Kr. |